# Albelda de Iregua
Albelda de Iregua es un municipio y localidad española de la comunidad autónoma de La Rioja. El término municipal tiene una población de 3855 habitantes (INE 2024).

## Toponimia
Su nombre puede proceder del término árabe Bayḍā junto con el artículo Al, que significa 'La Blanca'. Por otra parte, la etimología del término Albelda propuesta por el historiador Urbano Espinosa apunta al topónimo Albalda/Albeilda —en español, La aldea—, registrado en las crónicas cristianas y consolidado durante el dominio musulmán (siglos VIII y IX). Su significado tiene que ver con el conjunto de tres monasterios ubicados en los términos municipales de Nalda y de Albelda: San Pantaleón —en Nalda—, y los cenobios de Albelda y Las Tapias, en la propia Albelda. Es decir, una aldea de los monjes propia de los poblamientos tardoantiguos.
Por otro lado el nombre Iregua, referente al río homónimo, procede del euskera "erroka", variante de erreka que se traduce como barranco o riachuelo. 

## Geografía
Albelda se encuentra integrado en la comarca de Logroño, situándose a 13 km al sur de la capital provincial. Su término municipal está atravesado por la carretera N-111, entre los pK 320 y 323, así como por la carretera autonómica LR-225 que permite la comunicación con Nalda y Alberite. El término municipal tiene una extensión de 23,03 km². 
El relieve del municipio está caracterizado por el valle bajo del río Iregua, lo que proporciona una tierra fértil para el cultivo de frutales. Cerca del núcleo urbano se alzan las Riscas de Castro, que alcanzan los 683 m de altitud. Al sureste, las primeras elevaciones de la sierra de Camero Viejo llegan hasta los 1150 m. El pueblo se alza a 542 m sobre el nivel del mar. 
| Noroeste: Entrena | Norte: Lardero y Alberite | Noreste: Alberite |
| Oeste: Entrena    |                           | Este: Clavijo     |
| Suroeste: Nalda   | Sur: Nalda                | Sureste: Clavijo  |

En su término se encontraban los despoblados de Longares, despoblado en el siglo XII, Morcuera, despoblado en el siglo XIV, y Mucrones.

## Historia
En 1063 el obispo de Nájera concede a la población una carta puebla, en la que aparece mencionada como Longares. Esta localidad perteneció a la localidad colindante de Nalda, donde la aldea de Albelda tenía que realizar sus pagos durante todo el periodo de historia del Señorío de Cameros.
Hasta la reforma de la nomenclatura municipal de 1916 el municipio se llamaba simplemente Albelda. En dicha fecha su nombre fue modificado por el de Albelda de Iregua.
En 2022 el municipio tenía una población de 3591 habitantes (INE, 2022)

## Demografía
Cuenta con una población de 3855 habitantes (INE 2024).
| Gráfica de evolución demográfica de Albelda de Iregua entre 1842 y 2021 |
| |
| Población de derecho según los censos de población del INE Población de hecho según los censos de población del INEEn estos censos se denominaba Albelda: 1842, 1857, 1860, 1877, 1887, 1897, 1900 y 1910 |

## Administración y política
| Periodo   | Nombre                     | Partido |
| --------- | -------------------------- | ------- |
| 1979-1983 | Julián Zapata Ramírez      | UCD     |
| 1983-1987 | Javier Rubio Benito        | CDS     |
| 1987-1991 | Amando González Sáenz      | AP      |
| 1991-1995 | Amando González Sáenz      | PP      |
| 1995-1999 | Amando González Sáenz      | PP      |
| 1999-2003 | Amando González Sáenz      | PP      |
| 2003-2007 | Amando González Sáenz      | PP      |
| 2007-2011 | Amando González Sáenz      | PP      |
| 2011-2015 | Rosa Ana Zorzano Cámara    | PP      |
| 2015-2019 | Rosa Ana Zorzano Cámara    | PP      |
| 2019-2023 | Rosa Ana Zorzano Cámara    | PP      |
| 2023-act. | Sergio Ochagavia Ansotegui | PSOE    |

## Economía

### Evolución de la deuda viva
El concepto de deuda viva contempla sólo las deudas con cajas y bancos relativas a créditos financieros, valores de renta fija y préstamos o créditos transferidos a terceros, excluyéndose, por tanto, la deuda comercial.
| Gráfica de evolución de la deuda viva del ayuntamiento entre 2008 y 2017                             |
| |
| Deuda viva del ayuntamiento en miles de Euros según datos del Ministerio de Hacienda y Ad. Públicas. |

## Monumentos y lugares de interés

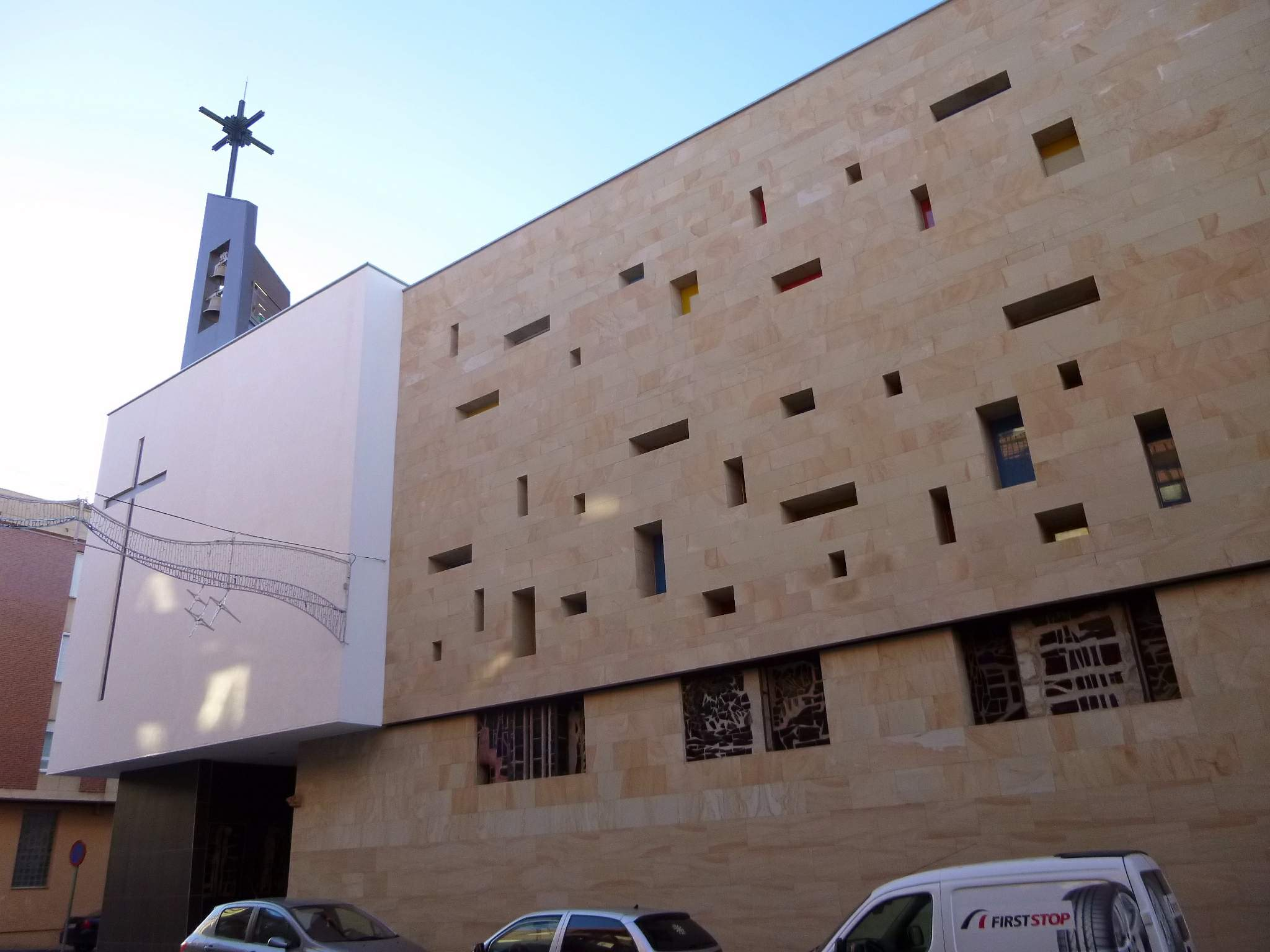
Iglesia de San Martín

- Monasterio de San Martín de Albelda: Fundado en el año 924, de carácter rupestre, está excavado en la Peña Salagona o del Castillo.[9] Fue sepultado en 1683 por el desprendimiento de rocas de la Peña Salagona. Actualmente sólo queda la capilla de Santa Catalina, conocida como la Panera, que consta de dos recintos de planta cuadrada cubiertos, uno por bóveda de cañón y otro por cúpula vaída con pechinas.[10]
- Iglesia de San Martín: La iglesia de San Martín de Albelda se construyó junto al Peña Salagona, dónde se encontraba el antiguo monasterio. Esta peña por su carácter arcilloso provoca desprendimientos de rocas, y derrumbes que a lo largo de la historia han causado graves daños a la iglesia colindante. Además el terreno arcilloso sobre el que se asentaba ha provocado el hundimiento constante de esta. Por ello la iglesia original del siglo XVII fue finalmente derribada en 1970. Entre los años 1970 y 1979 se construyó una nueva iglesia en el mismo lugar, diseñada por el arquitecto riojano Gerardo Cuadra. Esta iglesia se cerró al culto en 2008, y tuvo que ser derribada en 2013 por los mismos motivos que las anteriores. Finalmente se construyó en 2012 una nueva iglesia en el centro de la localidad para evitar el mismo resultado que con las anteriores.[9][11]
- Ermita de Santa Isabel: Es una pequeña ermita, reconstruida en el año 1911 sobre otra anterior, en mampostería de piedra y ladrillo. En 1979 dejó de usarse para el culto, y pasó a ser cine y hogar del jubilado. Desde el año 2003 se ha recuperado el culto. Su interior ya no posee ningún valor debido a las continuas remodelaciones. Está situada en el centro de la localidad.[12]
- Ermita de Nuestra Señora de Bueyo: ermita de una sola nave, con ábside semicircular románico. El ábside de piedra de sillería fue construido en el siglo XII, como iglesia de la antigua aldea del Bueyo. El resto de la nave se construyó en 1945, y está ejecutada en ladrillo revocado con mortero.[13] Tiene incoado expediente como Bien de Interés Cultural en la categoría de Monumento de fecha 13 de junio de 1983.[14]
- Ermita de Santa Fe de Palazuelos: Es una ermita románica, de los siglos XII y XIII, que fue la iglesia de la desaparecida aldea de Palazuelos. Está situada en un enclave perteneciente a Albelda en el municipio de Clavijo. Tiene incoado expediente como Bien de Interés Cultural en la categoría de Monumento de fecha 25 de octubre de 1984.[14]

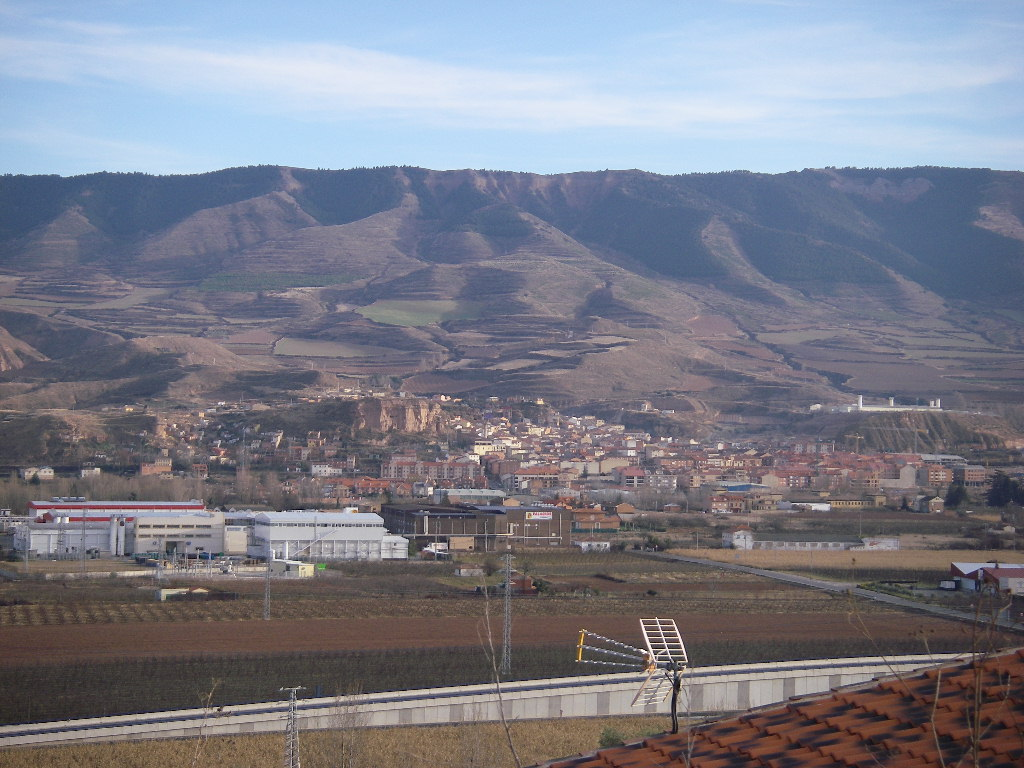
Albelda de Iregua
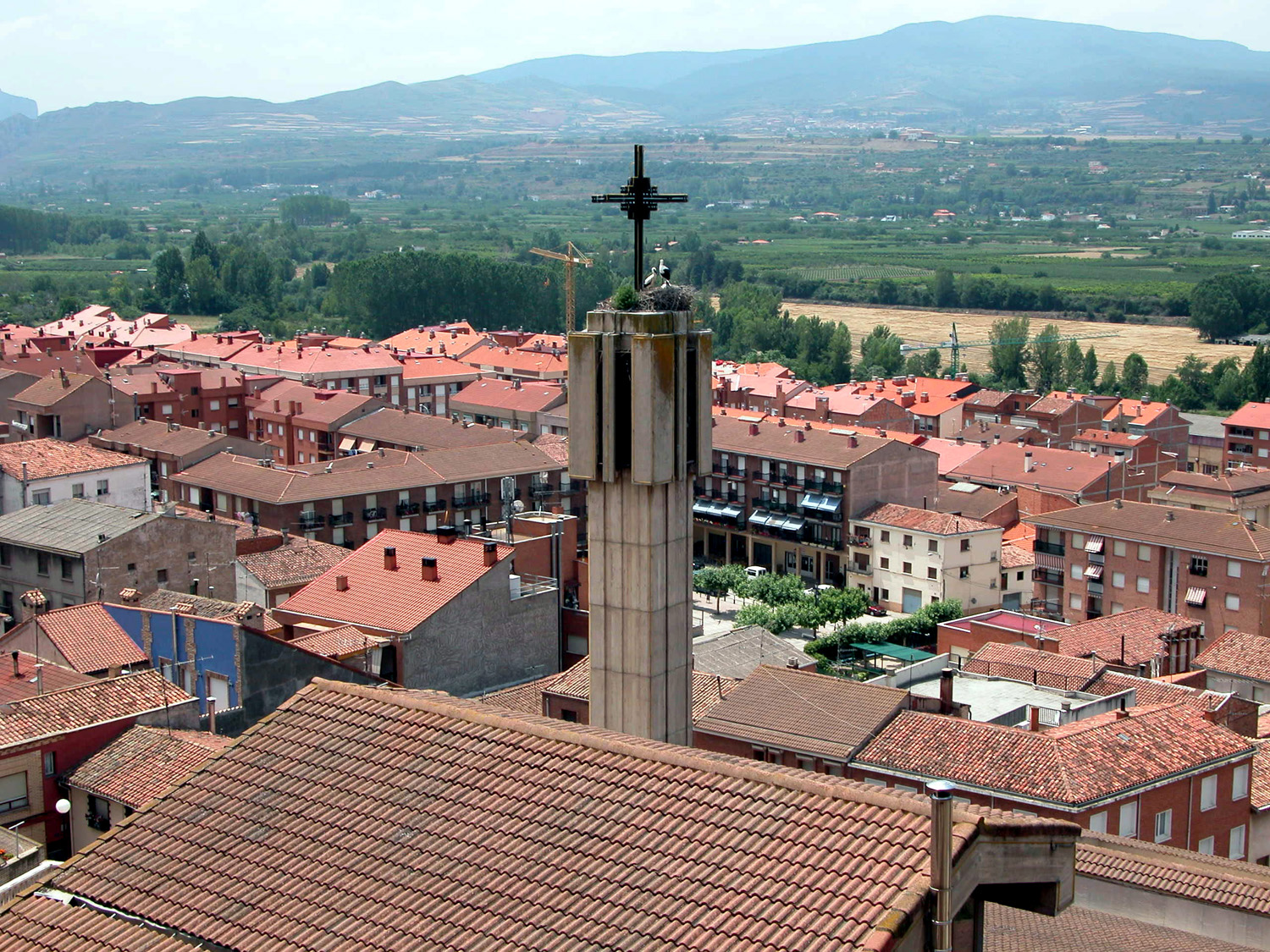
Torre de la iglesia parroquial
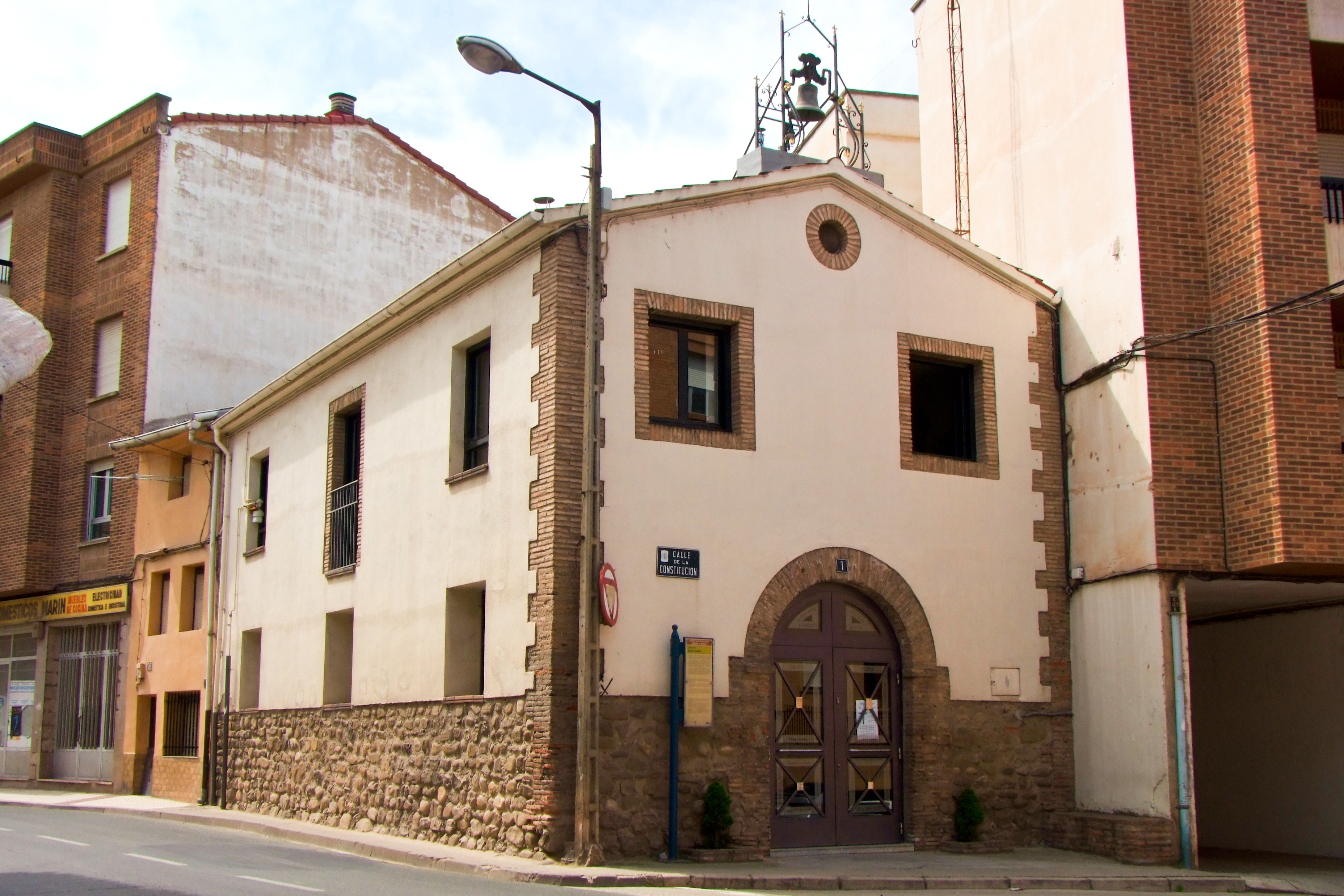
Ermita de Santa Isabel
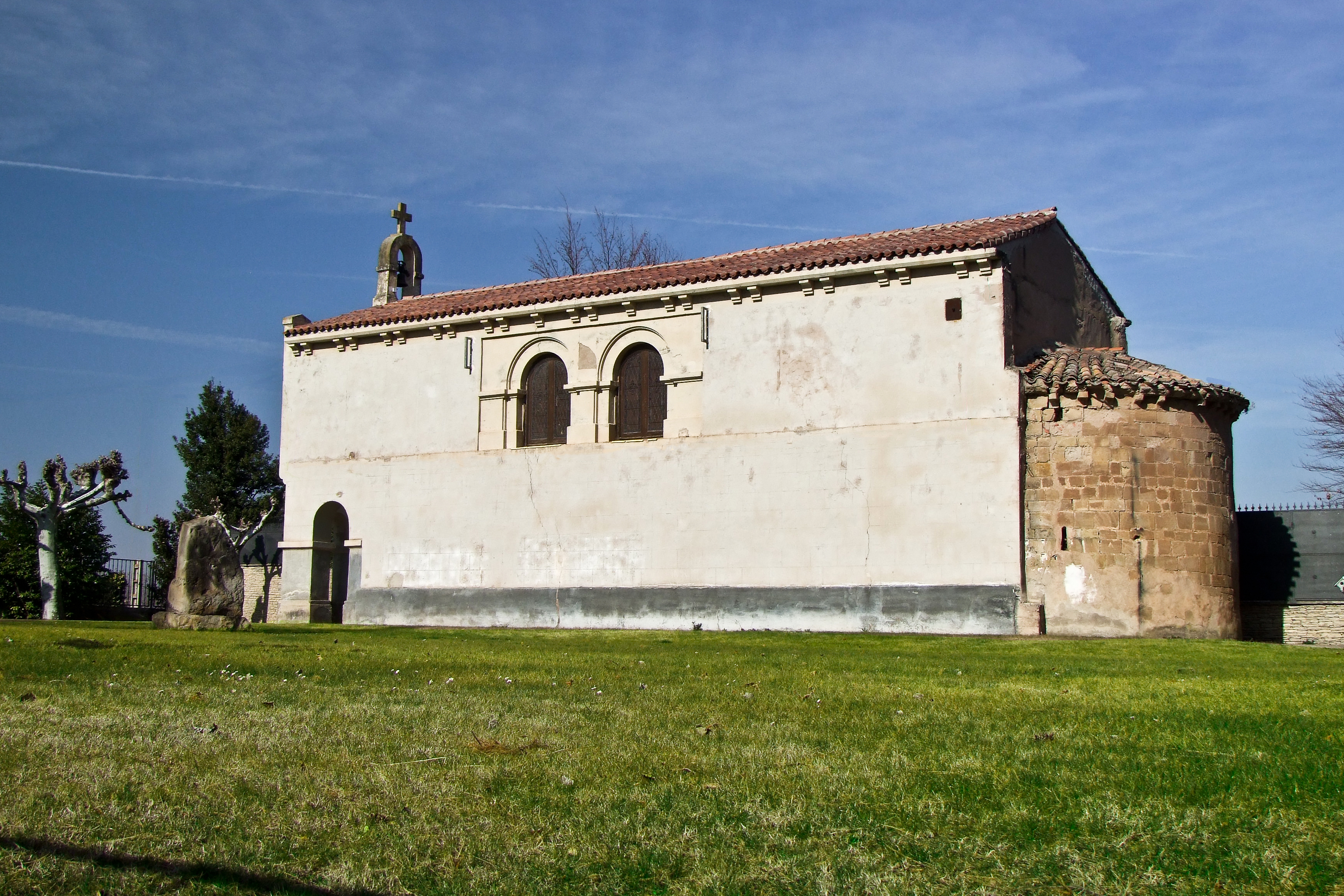
Ermita de Nuestra Señora de Bueyo
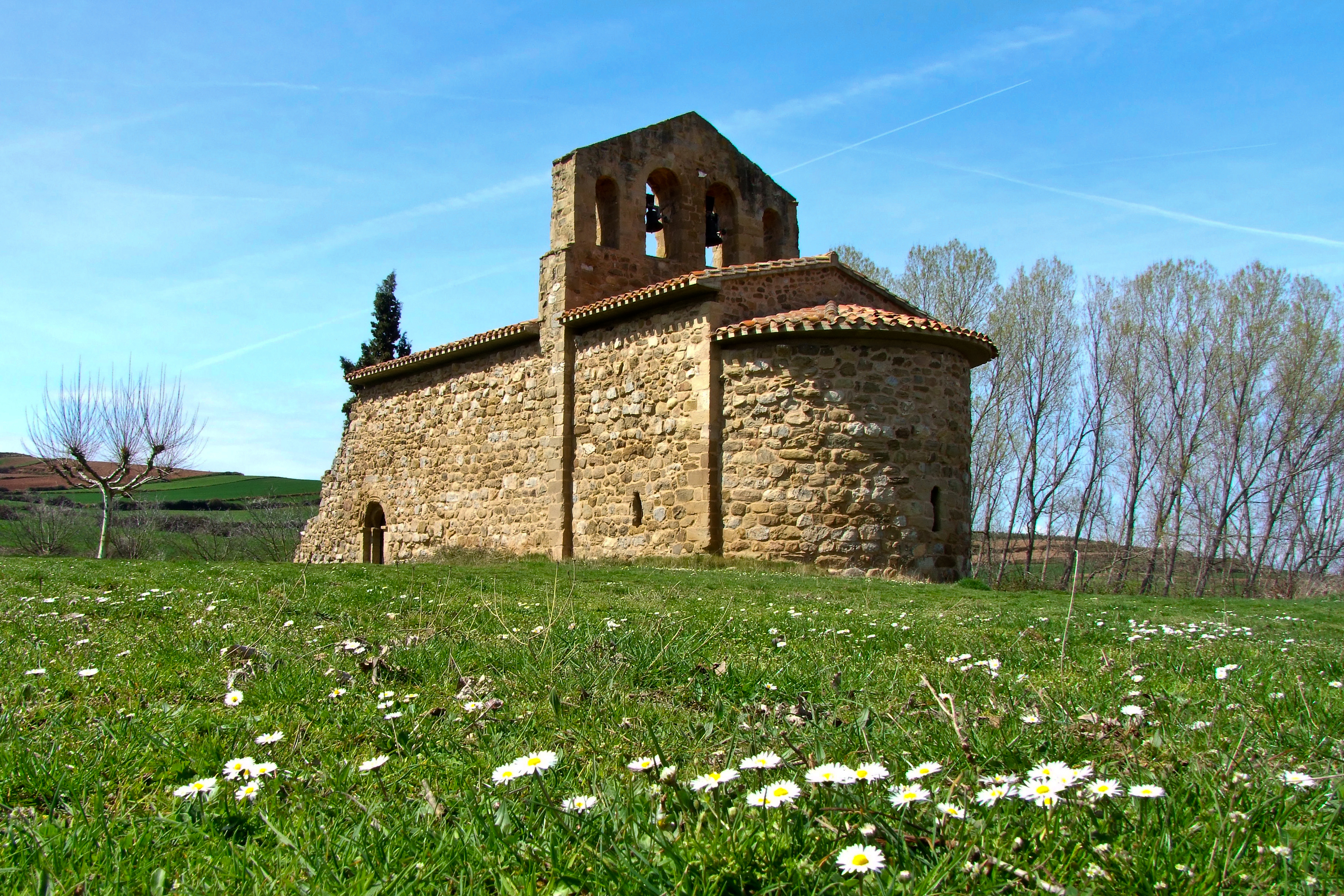
Ermita de Santa Fe de Palazuelos
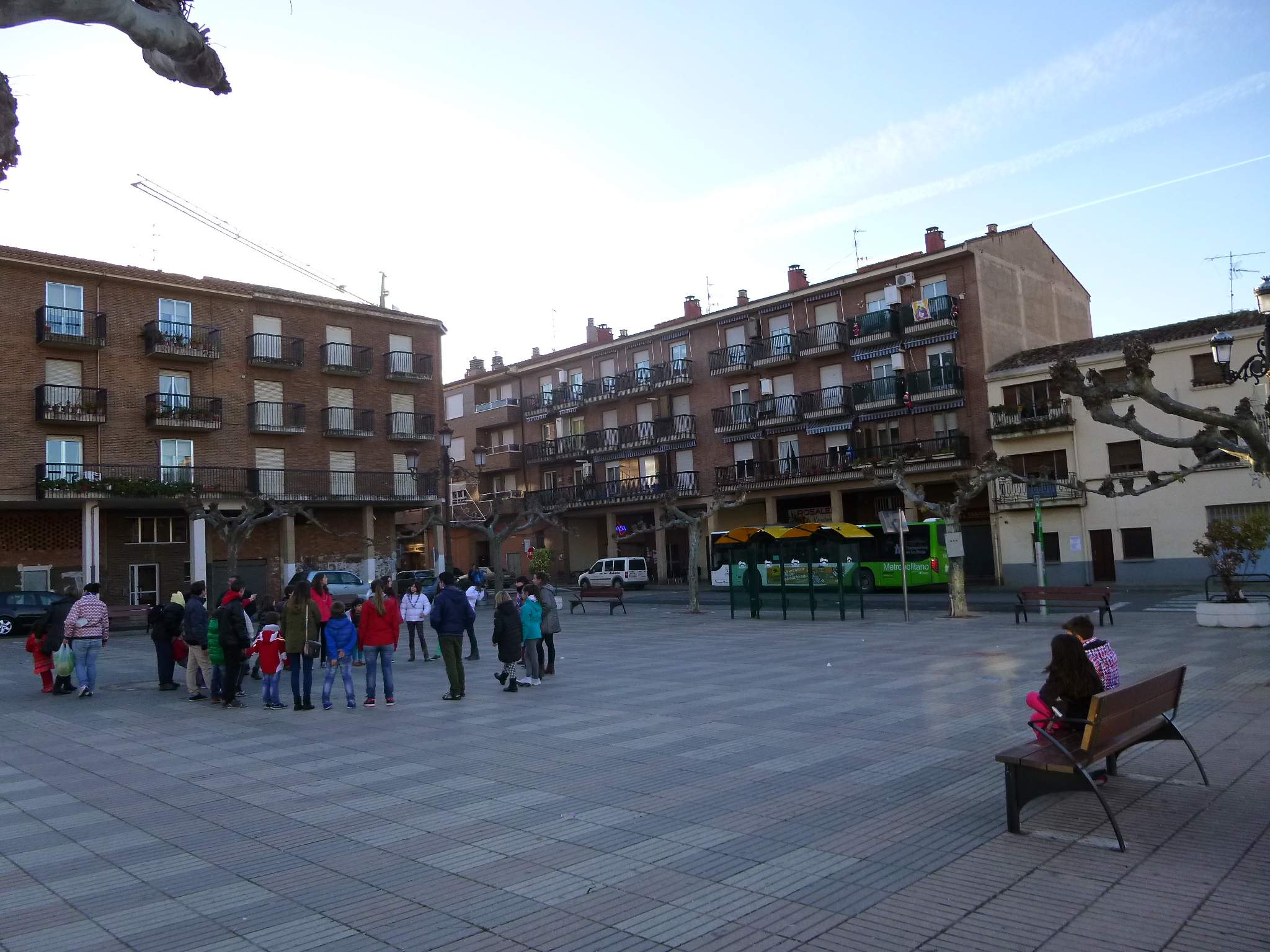
Plaza Mayor
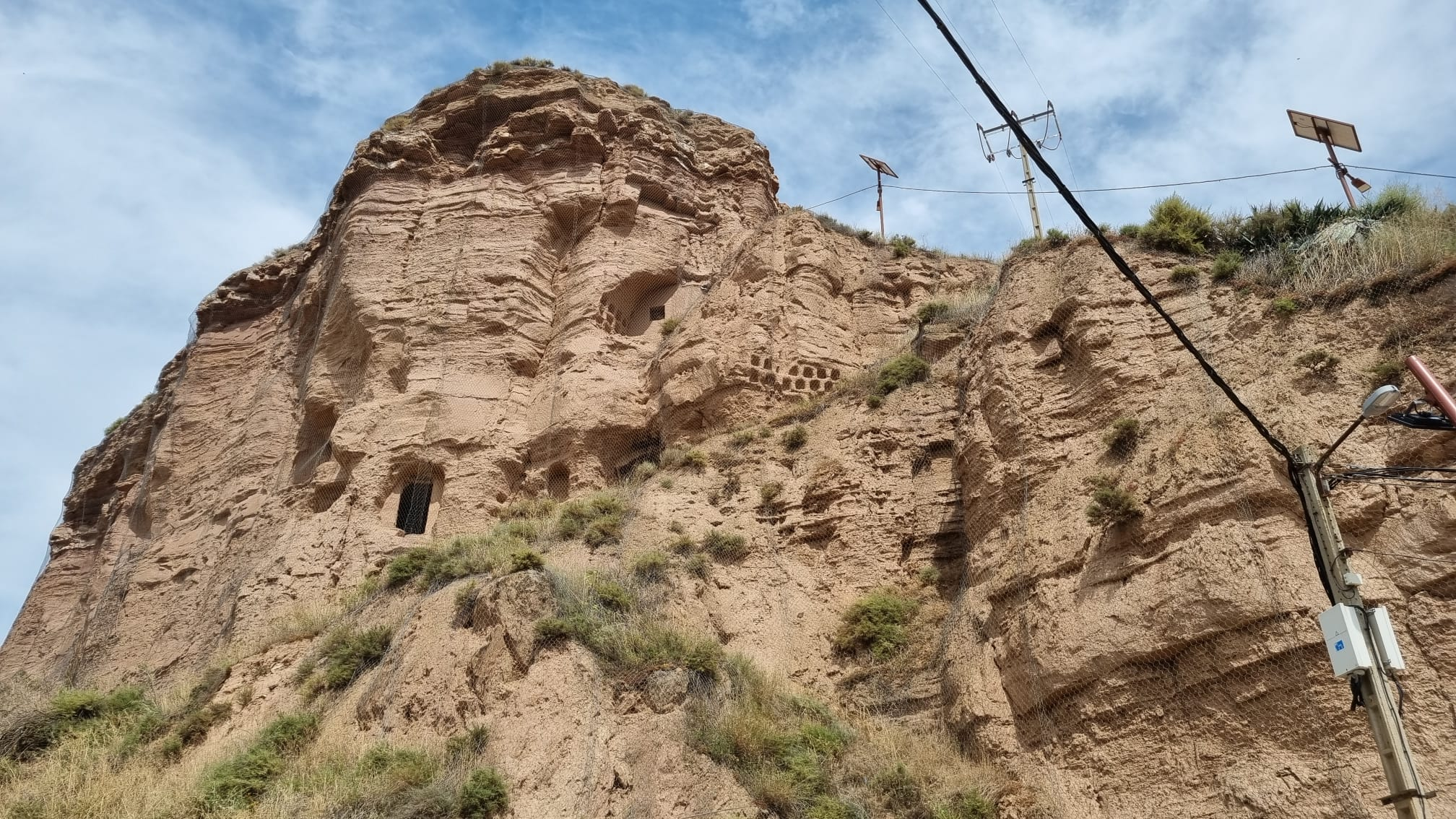
Ruinas del Monasterio de San Martín.

## Cultura

### Fiestas
- Semana Santa: Se realizan procesiones a cargo de las cofradías de la Santa Vera Cruz, la del Señor y la de la Santísima Trinidad.
- Virgen de Bueyo: 25 de marzo.
- Romería de San Marcos: Se realiza el 25 de abril, festividad de San Marcos. Se hace una romería a pie desde Albelda hasta la ermita de Santa Fe de Palazuelos, a 3,3 km de la localidad. Esta romería se lleva haciendo desde 1620 en recuerdo de los habitantes de la antigua aldea de Palazuelos. Hoy en día se realiza una eucaristía, y posteriormente se toma choricillo asado, vino y chocolate.[15]
- Fiestas de San Prudencio: 28 de abril.
- San Isidro: 15 de mayo.
- Santiago Apóstol: 25 de julio.
- Fiestas del Triunfo (o del verano): último domingo de agosto.

### Deportes
El Fútbol Sala Albelda es el equipo de fútbol sala de la ciudad.